# Taiaha

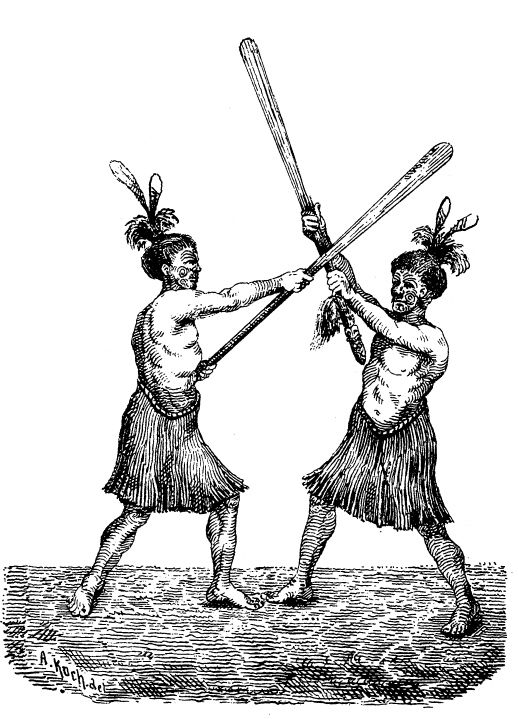
Zwei Māori demonstrieren den Kampf mit Taiaha

Der Taiaha (auch Hani genannt) ist Keule und Speer der neuseeländischen Ureinwohner, der Māori.

## Geschichte
Der Taiaha wurde von den Māori als Nahkampfwaffe entwickelt. Gelehrt wird der Umgang im Mau rākau, den māorischen Kampfkünsten.

## Beschreibung
Der Taiaha besteht im Ganzen aus Hartholz und gliedert sich in drei Teile: arero (Schlagkopf) mit dem upoko (Kopf, Stoßspitze) und dem tinana oder ate. Der Schaft (Griffstück) ist im Querschnitt rund. An einem Ende hat er ein speerförmiges Blatt (arero) und am anderen Ende einen breiten Schlagkopf (ate, tinana). Die Speerspitze ist aus Holz gearbeitet und verziert.
Das Schlagkopfende wird von der runden Mitte aus flach und bis zum Ende hin breiter. Dieses Ende ist glatt abgeschnitten und hat Ähnlichkeit mit einem Bootspaddel. Dieses Ende wird zum Schlagen benutzt, das andere zum Stechen. Die flache Schlagseite und die Spitze oder Zunge (arero) sind kunstvoll mit Schnitzereien verziert, als Ziereinlagen (für Augen) finden sich gelegentlich die neuseeländische Seeohren-Schnecke Pāua (Haliotis iris). Unterhalb der Spitze ist ein Kranz aus Haaren angebracht.
Die Länge des Taiaha beträgt etwa 150 cm (selten länger). Es gibt vereinzelte Varianten, bei denen eine Speerspitze aus Jade eingesetzt wurde.
Das 1956 eingeführte Wappen Neuseelands zeigt einen Māori mit einem Taiaha.